# Drepanotylus borealis
Drepanotylus borealis là một loài nhện trong họ Linyphiidae.
Loài này thuộc chi Drepanotylus. Drepanotylus borealis được Herman Theodor Holm miêu tả năm 1945.